# Maison d'arrêt de Villepinte
La maison d'arrêt de Villepinte, est une maison d'arrêt française située dans le département de la Seine-Saint-Denis, en région Île-de-France.

## Histoire
La maison d'arrêt est construite en 1990 et mise en service en 1991. Elle a vocation à accueillir des personnes mises en examen et détenues provisoirement dans l'attente de leur jugement. Elle accueille également des personnes condamnées à de courtes peines (moins de deux ans) ou dont le reliquat de peine est inférieure à deux ans.
Les six bâtiments sont organisés en quatre ailes, nord, sud, est, ouest. Les demi-étages obligent les gardiens à monter et à descendre tout le temps. À chaque bâtiment, sa population : dans le A et le B, les prévenus ; le C et le D, les condamnés ; le E, les participants au programme « Respecto » qui circulent librement ; le F, les mineurs. 
Une aumônerie catholique est animée par deux laïcs, un prêtre, deux diacres et un prêtre accompagnateur.

## Administration
Conçue pour accueillir 587 prisonniers (dont 40 places pour détenus mineurs) dans 482 cellules, avec 200 membres du personnel pénitentiaire (2/3 des agents ont moins de 2 ans d'ancienneté), elle enferme 1 132 hommes en 2017, avec une moyenne d'âge inférieure à 30 ans. En 2017, elle détient le record de surpopulation carcérale (201%). Les surveillants manifestent, en vain. En 2024, le taux de surpopulation est toujours supérieur à 200 %.
Une expérimentation, du nom de module de respect, a été lancée en septembre 2016 auprès d’un peu moins de 200 prisonniers sous l’impulsion de la directrice, Léa Poplin. Inspiré par ce qui se pratique à l'étranger ("Respecto" en Espagne depuis le début des années 2000) et à Mont-de-Marsan, matérialisé par de nouvelles peintures sur les murs (rose fluo, orange ou jaune ont remplacé le gris), cela consiste à proposer à 184 détenus volontaires de s’engager à participer à un programme d’activités chaque jour (lever à 7 h 30, cours d'éducation civique, ménage…), en contrepartie de quoi 90 cellules du bâtiment E leur sont offertes, ouvertes la journée et dont ils détiennent la clé; les écarts de conduite sont sanctionnés par un retour en détention normale.

## Détenus notables
- Jawad Bendaoud[10],[11],[12]
- Amedy Coulibaly[13]
- Boubaker El Hakim[14]
- Nabil Ennasri[15]
- Rédoine Faïd[16]
- Marc Fievet[17]
- Marc Hornec[18]
- Koba LaD[19]
- Maes[20]
- Alibi Montana[21]
- Christophe Naudin[22]
- Frédéric Pierucci[23]
- Mathias Pogba[24]
- David Vallat[25]